# His Perfect Day
Pour plus de détails, voir Fiche technique et Distribution.
His Perfect Day est un film américain réalisé par Harry McCoy, sorti en 1917.

## Synopsis
La fille d'un fermier tombe amoureuse d'un artiste qui veut faire son portrait, et rejette son autre prétendant, un des ouvriers agricoles de son père. Mais lorsque sa vie va être en danger, elle va découvrir qui l'aime vraiment.

## Fiche technique
- Titre original : His Perfect Day
- Réalisation : Harry McCoy
- Photographie : Charles R. Seeling
- Production : Mack Sennett
- Société de production : Keystone
- Société de distribution : Keystone
- Pays d'origine :  États-Unis
- Langue originale : anglais
- Format : noir et blanc — 35 mm — 1,37:1 — Film muet
- Genre : Comédie
- Durée : une bobine
- Date de sortie : États-Unis : 5 août 1917
- Licence : Domaine public

## Distribution
- Harry McCoy : l'ouvrier agricole
- Patrick Kelly : le fermier
- Vivian Edwards : la fille du fermier
- Malcolm St. Clair : l'artiste